# أندرياس بيريس
أندرياس بيريس (بالمجرية: Béres András)‏ هو مدرب كرة قدم ولاعب كرة قدم مجري، ولد في 20 يوليو 1924 في بودابست في المجر، وتوفي في 16 أبريل 2007 في Boom, Belgium ‏ في بلجيكا. لعب مع سبورا لوكسمبورغ ونادي بودابست هونفيد ونادي فاساس.

## وصلات خارجية
- أندرياس بيريس على موقع قاعدة بيانات كرة القدم.إي يو (الإنجليزية)
- أندرياس بيريس على موقع عالم كرة القدم.نت (الإنجليزية)